# Grand Prix automobile du Japon 1993
GP précédent GP suivant
Le Grand Prix automobile du Japon 1993 (Fuji Television Japanese Grand Prix). disputé sur le circuit de Suzuka le 24 octobre 1993, est la 547e épreuve du championnat du monde de Formule 1 courue depuis 1950 et la quinzième manche du championnat 1993.

## Classement
| Pos. | No | Pilote             | Écurie                | Tours | Temps/Abandon                      | Grille | Points |
| ---- | -- | ------------------ | --------------------- | ----- | ---------------------------------- | ------ | ------ |
| 1    | 8  | Ayrton Senna       | McLaren-Ford          | 53    | 1 h 40 min 27 s 912 (185,612 km/h) | 2      | 10     |
| 2    | 2  | Alain Prost        | Williams-Renault      | 53    | + 11 s 435                         | 1      | 6      |
| 3    | 11 | Mika Häkkinen      | McLaren-Ford          | 53    | + 26 s 129                         | 3      | 4      |
| 4    | 0  | Damon Hill         | Williams-Renault      | 53    | + 1 min 23 s 538                   | 6      | 3      |
| 5    | 14 | Rubens Barrichello | Jordan-Hart           | 53    | + 1 min 35 s 101                   | 12     | 2      |
| 6    | 15 | Eddie Irvine       | Jordan-Hart           | 53    | + 1 min 46 s 421                   | 8      | 1      |
| 7    | 26 | Mark Blundell      | Ligier-Renault        | 52    | + 1 tour                           | 17     |        |
| 8    | 30 | Jyrki Järvilehto   | Sauber-Ilmor          | 52    | + 1 tour                           | 11     |        |
| 9    | 25 | Martin Brundle     | Ligier-Renault        | 51    | Accident                           | 15     |        |
| 10   | 24 | Pierluigi Martini  | Minardi-Ford          | 51    | + 2 tours                          | 22     |        |
| 11   | 12 | Johnny Herbert     | Lotus-Ford            | 51    | + 2 tours                          | 19     |        |
| 12   | 19 | Toshio Suzuki      | Larrousse-Lamborghini | 51    | + 2 tours                          | 23     |        |
| 13   | 11 | Pedro Lamy         | Lotus-Ford            | 49    | Accident                           | 20     |        |
| 14   | 9  | Derek Warwick      | Footwork-Mugen-Honda  | 48    | Collision                          | 7      |        |
| Abd. | 6  | Riccardo Patrese   | Benetton-Ford         | 45    | Accident                           | 10     |        |
| Abd. | 28 | Gerhard Berger     | Ferrari               | 40    | Moteur                             | 5      |        |
| Abd. | 10 | Aguri Suzuki       | Footwork-Mugen-Honda  | 28    | Sortie de piste                    | 9      |        |
| Abd. | 3  | Ukyo Katayama      | Tyrrell-Yamaha        | 26    | Moteur                             | 13     |        |
| Abd. | 23 | Jean-Marc Gounon   | Minardi-Ford          | 26    | Retrait volontaire                 | 24     |        |
| Abd. | 29 | Karl Wendlinger    | Sauber-Ilmor          | 25    | Accélérateur                       | 16     |        |
| Abd. | 20 | Érik Comas         | Larrousse-Lamborghini | 17    | Moteur                             | 21     |        |
| Abd. | 5  | Michael Schumacher | Benetton-Ford         | 10    | Collision                          | 4      |        |
| Abd. | 27 | Jean Alesi         | Ferrari               | 7     | Panne électrique                   | 14     |        |
| Abd. | 4  | Andrea De Cesaris  | Tyrrell-Yamaha        | 0     | Accident                           | 18     |        |

## Pole position et record du tour
- Pole position : Alain Prost en 1 min 37 s 154 (vitesse moyenne : 217,288 km/h).
- Meilleur tour en course : Alain Prost en 1 min 41 s 176 au 53e tour (vitesse moyenne : 208,650 km/h).

## Tours en tête
- Ayrton Senna : 46 (1-13/ 21-53)
- Alain Prost : 7 (14-20)

## Statistiques
- 40e victoire pour Ayrton Senna.
- 103e victoire pour McLaren en tant que constructeur.
- 165e victoire pour Ford-Cosworth en tant que motoriste.
- 1er Grand Prix de leur carrière pour Eddie Irvine, Toshio Suzuki et Jean-Marc Gounon.
- 1er point pour Eddie Irvine dès son premier Grand Prix.
- 24e et dernière pole position consécutive d'un moteur Renault Sport ; ce record tiendra jusqu'au Grand Prix automobile de Monaco 2015[1].
- Pour la première fois depuis le Grand Prix automobile du Japon 1977 et Kunimitsu Takahashi, Kazuyoshi Hoshino et Noritake Takahara, trois pilotes japonais sont présents sur la ligne de départ (Toshio Suzuki, Aguri Suzuki et Ukyo Katayama).